# جرالدین نایت اسکات
جرالدین نایت اسکات (انگلیسی: Geraldine Knight Scott; ۱۶ ژوئیهٔ ۱۹۰۴ – ۲ اوت ۱۹۸۹) معمار منظر اهل ایالات متحده آمریکا بود.